# 967

967(구백육십칠)은 966보다 크고 968보다 작은 자연수다.

## 수학
- 163번째 소수(素數)다. 앞의 소수는 953, 다음 소수는 971이다.
  - 38번째 슈퍼 소수로, 967의 소수 순번인 163도 소수다. 앞의 슈퍼 소수는 919, 다음은 991이다.
- {\displaystyle 97^{7}-1}은 967로 나누어떨어진다.

## 과학
- NGC 967: 고래자리 방향에 있는 은하.

## 문화유산
- 대한민국의 보물 제967호: 상설고문진보대전전집 권7~8

## 방송
- B tv의 유럽 스포츠 방송인 유로스포츠 채널 번호.

## 기타
- 연도: 967년, 기원전 967년